# Batcaverna
La Batcaverna (Batcave) è una ambientazione immaginaria dell'universo DC. Si tratta di una caverna sottostante villa Wayne che funge da quartier generale di Batman, alter ego di Bruce Wayne all'interno delle storie a fumetti della DC Comics.

## Genesi dell'idea
La Batcaverna venne ideata successivamente al personaggio di Batman, nel 1943. Inizialmente disponeva solo di un generico e non meglio specificato "tunnel sotterraneo": la Batmobile e il Batplano erano custoditi in un vecchio fienile. Solo nel 1942, l'autore Bill Finger fece riferimento a un "hangar sotterraneo" a forma di caverna. Successivamente, in occasione della prima serie cinematografica di Batman, gli autori dotarono Villa Wayne di un laboratorio sotterraneo. Introdotta nel secondo episodio della serie, dal titolo The Bat's Cave, questa prima Batcaverna era costituita solo da una scrivania e un piccolo archivio, non aveva energia elettrica ed era illuminata da una candela e aveva sulla parete dietro la scrivania il simbolo di Batman inciso nella roccia. L'accesso da Villa Wayne avveniva tramite un ascensore nascosto dietro una pendola.
Bob Kane, creatore di Batman, era presente sul set del film e trovò buona l'idea del laboratorio sotterraneo. Ne parlò con Bill Finger, che sarebbe stato l'autore delle strisce di Batman anche per il 1943, e insieme crearono una nuova e più grande Batcaverna sopra la quale sorgeva un castello: questa comprendeva, oltre allo studio, un laboratorio chimico, un garage per la Batmobile, un hangar e un piano di lavoro con molti attrezzi. I due autori decisero di mantenere l'idea dell'accesso segreto tramite la stanza dell'orologio a pendolo ideato per il film. La Batcaverna esordì quindi nei fumetti il 29 ottobre del 1943, in una stringa intitolata "The Bat Cave!" e poi, nel 1944, nel n. 83 della testata Detective Comics.

## Storia

### La scoperta della grotta e la creazione della Batcaverna
La Batcaverna è stata scoperta e utilizzata dalla famiglia Wayne nel XIX secolo come rifugio per gli schiavi in fuga dal Sud durante la Guerra Civile Americana. La grotta venne poi riscoperta da un giovane Bruce Wayne per caso quando, esplorando la tenuta, cadde dentro un pozzo e si ritrovò nella caverna, abitata da una folta colonia di pipistrelli. Inizialmente la utilizzò come luogo di meditazione e magazzino per i suoi strumenti da vigilante. Nel corso del tempo vi stabilì un quartier generale inaccessibile e l'ha ampliata e modificata, aggiungendo di volta in volta nuovo equipaggiamento, nuove stanze e nuove apparecchiature.
L'accesso alla Batcaverna avviene normalmente tramite un passaggio segreto collocato all'interno di Villa Wayne. Secondo il canone fumettistico di Batman, questo passaggio si trova dietro un orologio a pendolo comprato dal padre di Bruce, Thomas Wayne. Spostando le lancette sulle 10:47, ora della morte di Thomas e Martha Wayne, l'orologio rivela un ascensore che porta alla grotta. Un secondo accesso si trova distante dalla villa, camuffato come una parete rocciosa - a seconda delle versioni si tratta di una grande parete scorrevole o di un ologramma. Questa grande apertura dà su una strada sotterranea ed è utilizzata con la Batmobile. Il terzo e ultimo accesso è proprio il pozzo abbandonato che Bruce scoprì da bambino, nascosto da una botola. In alcune versioni viene descritto un quarto accesso tramite un fiume sotterraneo, che servirebbe per entrare e uscire con il Batscafo; questo passaggio compare nei fumetti solo raramente.
Batman non è l'unico personaggio ad avere accesso alla Batcaverna. Oltre, ovviamente, al maggiordomo Alfred Pennyworth e a tutti i Robin che si sono succeduti nel tempo, tutti i personaggi che sanno dell'identità segreta di Bruce Wayne - la cosiddetta Batman Family - conoscono anche la sua locazione e vi sono stati almeno una volta. Sfortunatamente, questo comprende anche gli avversari del supereroe che ne hanno carpito il segreto, come ad esempio Ra's al Ghul. Infine, tutti i membri della JLA ne conoscono l'ubicazione e, normalmente, vi hanno libero accesso. Tuttavia, in diverse occasioni, è stato specificato come Batman abbia preso precauzioni per difendersi proprio dai suoi alleati e tutti gli accessi alla grotta possiedono l'impronta del DNA dei membri della Justice League e possono essere programmati a bloccarli - o addirittura a ucciderli - nel caso qualcuno di loro diventasse un avversario. Inoltre, in diverse aree della caverna è conservata della kryptonite, nella eventualità di uno scontro con Superman.

### La moderna Batcaverna
Col tempo ha cambiato più volte aspetto e caratteristiche, adattandosi a tecnologie più moderne, come computer e telecamere di videosorveglianza. In alcune versioni, fanno la loro apparizione anche una vasta stanza di trofei, un laboratorio forense e persino un fiume sotterraneo per consentire l'accesso via scafo. Non ha una planimetria definita e di norma il suo aspetto e la sua composizione sono lasciati alla libera interpretazione degli autori e dei disegnatori. Il cuore della Batcaverna è comunque sempre costituito da un "supercomputer", le cui funzioni principali sono un vastissimo database di informazioni su nemici e alleati di Batman, un collegamento satellitare che ne consente l'uso in remoto e un potente sistema di sorveglianza che invia immagini dalle zone critiche di Gotham City e del mondo. L'unico computer che lo supera in prestazioni è quello della Justice League of America, che integra tecnologia kryptoniana e marziana. Per quanto riguarda la fonte energetica che alimenta i macchinari della Batcaverna, in alcune versioni c'è un piccolo reattore nucleare, mentre in altre viene un sistema idroelettrico che sfrutta il fiume sotterraneo vicino alla grotta.

### Bunker nella Fondazione Wayne
In seguito alla partenza di Dick Grayson - il primo Robin - per il college, Batman abbandonò la sua residenza di Villa Wayne per stabilirsi in un attico alla sommità della Fondazione Wayne. Durante questo periodo, conosciuto come The Penthouse Era e durato in termini editoriali per più di dieci anni - dalla fine degli anni sessanta ai primi anni ottanta - Wayne utilizzò un bunker nascosto in un livello sotterraneo del grattacielo.

### Conseguenze diBatman: Cataclisma
Durante il ciclo di storie Batman: Cataclisma, Gotham City viene colpita da un violento terremoto molto vicino a villa Wayne. Il sisma rade al suolo la residenza di Bruce Wayne e provoca gravi danni strutturali alla Batcaverna - una parte viene addirittura portata in superficie - costringendo il supereroe a ricostruirle entrambe senza lasciarsi sfuggire l'occasione di rinnovare e potenziare il suo quartier generale che diviene un complesso sistema sotterraneo di otto piani diversi, che comprende nuove strutture tra le quali una palestra, una libreria, un hangar, un parcheggio per numerose vetture e un sistema di teletrasporto per la Torre di Guardia della Justice League of America. Il computer centrale viene spostato nell'isola al centro della grotta, luogo in cui prima si trovava il sistema idraulico che faceva apparire e scomparire la Batmobile, e viene potenziato con sette mainframe diversi collegati tra loro; i numerosi monitor vengono sostituiti da un proiettore olografico.

### La stanza dei trofei
Nella Batcaverna compare una stanza colma di trofei oppure una serie di oggetti memorabilia sparsi per la grotta. Fra gli oggetti ricorrenti vi sono: un Tyrannosaurus Rex meccanico e a grandezza naturale completamente funzionante, un penny statunitense gigante, una carta da gioco (ovviamente un joker), una teca con il costume da Robin del defunto Jason Todd (sulla teca è possibile leggere l'epitaffio "A Good Soldier") e una teca con il costume da Batgirl di Barbara Gordon. Il dinosauro meccanico è entrato in possesso di Batman nel n. 36 della serie omonima (Dinosaur Island, 1946), mentre la moneta gigante viene da uno scontro del supereroe con Penny Plunderer, un villain ossessionato dalle monete (World's Finest Comics #30, 1947). La provenienza di tutti gli altri trofei viene spiegata nel n. 256 della testata Batman, intitolata "Ever wonder where Batman got those wonderful trophies for the Bat-Cave from?" ("Vi siete mai chiesti dove Batman abbia preso tutti quei meravigliosi trofei per la Batcaverna?").

### Altre caverne
In seguito agli eventi di Batman: Cataclisma e Batman: Aftershock, Bruce Wayne decide di costruire altre cinque Batcaverne satelliti, in modo da non trovarsi più impreparato in caso la Batcaverna centrale risulti inaccessibile. Le nuove Batcaverne, introdotte nell'arco narrativo Batman: Terra di Nessuno, sono:
- Batcaverna Centrale: Si trovava al di sotto del parco di Gotham City, Robinson Reservoir, ed era accessibile tramite un passaggio segreto sotto una statua dei "Dodici Cesari". Questa Batcaverna è stata distrutta da Poison Ivy e Clayface e non esiste più.
- Batcaverna Sud: Nascosta nella sala macchine di un relitto, nel porto di fronte a Blackgate, è accessibile da alcuni tombini situati nella Città Vecchia di Gotham.
- Batcaverna di South Central: si trova sotto la Città Vecchia di Gotham e sfrutta gli spazi della vecchia metropolitana abbandonata.
- Batcaverna di Nord-Ovest: Si trova in livello sotterraneo e segreto del Manicomio di Arkham: il Cavaliere Oscuro tiene lì l'equipaggiamento di emergenza in caso di rivolte o evasioni nell'istituto psichiatrico (è presente anche nel videogame "Batman: Arkham Asylum").
- Batcaverna Est: Si trova in una vecchia raffineria, che una volta era proprietà della Wayne Enterprises.

Altre Batcaverne sono state costruite per gli alleati di Batman:
- Batcaverna di Los Angeles: per un breve periodo è stata la base degli Outsiders, gruppo fondato dallo stesso Batman.
- Batcaverna di Batgirl: usata solo brevemente, quando l'identità della supereroina era stata compromessa, si trovava sotto una casa di Gotham di proprietà di Wayne.
- Sottomarino Abbandonato: è stato usato dal Cavaliere Oscuro come Batcaverna durante la miniserie Batman: Fuggitivo

## Altri media

### Cinema
Appare nei seguenti lungometraggi:
- Batman (1989) di Tim Burton: compare in pochi e brevi passaggi: è utilizzata come parcheggio per la Batmobile e vi si trovano anche il tradizionale supercomputer e una teca nella quale è custodito il costume; il primo accesso alla caverna avviene tramite un finto specchio nella sala delle armi; il secondo ingresso attraverso un tunnel collegato alla foresta e dove una parete rocciosa funge da saracinesca (compare nella scena in cui l'eroe, rientrando con la Batmobile, porta Vicki Vale nella caverna dopo averla salvata dal Joker).
- Batman - Il ritorno (1992): appare più tecnologica, con diversi computer collegati fra loro; inoltre, al posto della teca, vi è una cabina ricavata nella roccia, nella quale sono custoditi diversi costumi da Batman; l'accesso alla caverna avviene tramite un ascensore nascosto in una vergine di Norimberga.
- Batman Forever e Batman & Robin: è raggiungibile sia da un armadio a villa Wayne che da un tunnel segreto nell'ufficio di Bruce Wayne alla Wayne Enterprises. Un terzo ingresso (questa volta nascosto da un'illusione olografica) è un tunnel da cui l'eroe può entrare e uscire con la Batmobile. Come quarto ingresso un altro tunnel con cui uscire col Batplano. Come quinto e ultimo ingresso c'è un fiume sotterraneo, dove Robin esce col Batscafo. In Batman & Robin è presente una piattaforma per la moto di Robin.
- Batman Begins (2005): è ancora in fase di costruzione e si trova sotto le fondamenta di villa Wayne ed è accessibile da un ascensore. La grotta viene comunque solo utilizzata come magazzino per gli accessori e come nascondiglio per la Batmobile.
- Il cavaliere oscuro - Il ritorno (2012): è nuovamente accessibile in seguito alla ricostruzione di Villa Wayne; oltre ai computer è presente una piattaforma sotto il livello del fiume sotterraneo, che emerge dalle acque quando viene calpestata, contenente i computer e il costume del cavaliere oscuro.
- Batman v Superman: Dawn of Justice (2016): Bruce Wayne tiene le sue attrezzature in un grande spazio sotterraneo la sua villa la quale non è però villa Wayne, abbandonata da anni.

### Televisione
Serie televisive:
- Batman (1966-1968): si presenta molto illuminata e pulita rispetto alla versione dei fumetti e serve più che altro come laboratorio chimico e garage per la Batmobile; vi si accede da un passaggio segreto nascosto dietro una libreria a villa Wayne, che si attiva spingendo un pulsante nascosto in un busto di Shakespeare; la libreria rivela due pertiche scorrevoli che portano alla Batcaverna. Funzionano anche come ascensori; basta spingere i tasti di un apposito interruttore, e avviene una propulsione che riporta di sopra chi si aggrappa alle pertiche.
- Gotham (2014): Bruce Wayne scopre di una misteriosa caverna sotto le fondamenta della sua villa, accessibile da un passaggio segreto attivabile tramite un telecomando.
- Batman (1992-1995) e Batman - Cavaliere della notte (1997-1998): è rappresentata come un complesso e vasto sistema di grotte, piene di pipistrelli; contiene burroni, passerelle e ponti sospesi; contiene la collezione di gadget di Gray Ghost, un personaggio immaginario creato appositamente per la serie, protagonista di una serie a fumetti di cui Bruce Wayne era appassionato da bambino e la batcaverna è una replica del quartier generale di Gray Ghost.

### Videogiochi
Appare nei seguenti videogiochi:
- Batman & Robin
- Batman: Vengeance
- Batman: Rise of Sin Tzu
- Batman: Arkham Asylum
- Batman: Arkham City
- Batman: Arkham Origins
- Mortal Kombat vs. DC Universe
- Injustice: Gods Among Us
- LEGO Batman 2: DC Super Heroes
- LEGO Batman 3: Gotham e oltre
- Scribblenauts Unmasked: A DC Comics Adventure
- Batman: Arkham Knight